# Dachklopfen
Der Ausdruck Dachklopfen (hebräisch הקש בגג) ist ein Begriff der israelischen Streitkräfte für die Methode, die Bewohner eines für die Bombardierung vorgesehenen palästinensischen Gebäudes vorzuwarnen.
Das Ziel dieser Vorgehensweise ist, den Menschen die Zeit zu geben, vor dem Angriff zu fliehen.
Um der Hamas-Taktik zu begegnen, nach der sich die palästinensischen Bürger auf die Hausdächer stellen, um die israelischen Piloten von Angriffen abzuhalten, wurde eine neuartige israelische Waffe – Scheinmunition (kleineres Raketengeschoss bzw. kleine Mörsergranate ohne Sprengkopf) – entwickelt. Die Israelis feuern diese nicht explodierende Munition auf einen nicht besetzten Teil des Daches ab. Ziel ist es, die Bewohner mittels psychischen Druckes zum Verlassen des Gebäudes zu bewegen. Diese Taktik nennt man „a knock on the roof“ (dt. ein Klopfen ans Dach) oder „roof knocking“ (dt. Dachklopfen).
Die israelischen Streitkräfte nutzen diese Warntechnik seit 2006.

## Anwendung
Die Methode wurde während der Operation Gegossenes Blei im Gaza-Konflikt 2008/2009 angewandt. In den sechs Monaten vor Beginn des Konfliktes sammelte Israel die Daten von Hamas-Mitgliedern, die sie nutzten, um die Warnungen zu verbreiten.
In der Regel nahmen Mitarbeiter des israelischen Geheimdienstes zu Bewohnern des Gebäudes Kontakt auf, von dem sie vermuteten, es enthalte militärisches Material. Sie kündigten an, es gebe einen zehnminütigen Zeitraum, um das Gebäude zu verlassen.
Dies erfolgte per Telefon, Sprachnachricht oder SMS.
So wurde zum Beispiel Nizar Rayan angerufen und gewarnt, bevor sein Haus zerbombt wurde.
In einigen Fällen verhinderten die Bewohner nach solchen Vorwarnungen das Bombardement, indem sie auf das Hausdach kletterten, um zu zeigen, dass sie nicht willens waren, ihr Haus zu verlassen. Dieses Vorgehen wird von Israel scharf kritisiert, da diese Menschen nach Ansicht der israelischen Armee von der Hamas als menschliche Schutzschilde missbraucht würden.
Mit dieser Situation konfrontiert, brach die IAF entweder das Bombardement ab oder feuerte eine Rakete mit geringer Sprengkraft und deswegen verhältnismäßig ungefährlich an den Dachrand mit der geringsten Menschendichte ab, um so Todesfälle zu minimieren und die Menge auseinanderzutreiben.
Wenn Bewohner jedoch, wie in einem Fall vom 9. Juli 2014, das Anklopfen für einen Blindgänger halten und ins Haus zurückkehren, kommt es ebenfalls zu ungewollten zivilen Opfern.
Sieben Stunden nach dem Angriff der Hamas auf Israel 2023 erklärte das israelische Oberkommando das Anklopfen für optional. In der Praxis wurde sie laut Offizieren nur selten angewendet.

## Rechtliche Einordnung
Nach Beratungen der israelischen Streitkräfte während des Gaza-Konflikts 2008/2009 erklärte die israelische Armee, Luftangriffe gegen als Waffenlager dienende Gebäude entsprächen dann dem Völkerrecht, wenn eine ausreichende Vorwarnzeit eingehalten wurde.
Das UNO-Hochkommissariat für Menschenrechte sagte im Zusammenhang mit dem Angriff auf Gaza im Jahr 2014, Wohnhäuser seien keine militärischen Ziele und Israel verstoße mit den Luftangriffen auf Wohnhäuser womöglich gegen internationales Recht. Daher sei es fraglich, ob die Luftangriffe im Einklang mit dem Kriegsrecht und den Menschenrechten stehen. Selbst wenn Israel versucht haben sollte, Zivilisten zu warnen, ihre Häuser zu verlassen, entlasse dies Israel nicht aus seiner Verantwortung gemäß dem Völkerrecht. Eine Reihe von Vorkommnissen sowie die hohe Zahl der getöteten Zivilisten sprechen gegen die israelische Behauptung, dass alle notwendigen Maßnahmen getroffen werden, um Zivilisten zu schützen. Das „Dachklopfen“ selbst koste Leben, wobei ein Geschoss – offenbar von einer Drohne abgefeuert – ein zwanzig Zentimeter dickes Betondach durchschlug und drei Kinder tötete.